# Ԛ
Ԛ, ԛ е буква от кирилицата. Обозначава беззвучната мъжечна преградна съгласна /q/ ([кх]). В миналото се е използвала в кюрдския език (на територията на СССР) и в абхазки език. Аналогична е на кирилската буква Қ. Появява се във вестници и статии през 1955 година, като например вестник "Кӧрдо". В зависимост от шрифта главната буква може да изглежда като обърнато Р. Представлява заемка от латиницата. Не трябва да се бърка с латинското Q.

## Кодове
| Буква  | Уникод |
| ------ | ------ |
| Главна | U+051A |
| Малка  | U+051B |

В други кодировки буквата Ԛ отсъства.